# Kekexili, la patrouille sauvage
Pour plus de détails, voir Fiche technique et Distribution.
Kekexili, la patrouille sauvage (chinois : 可可西里 ; pinyin : Kěkěxīlǐ) est un film chinois réalisé par Lu Chuan, sorti en 2004 retranscrivant le travail réel d'une équipe de lutte contre le braconnage de l'antilope du Tibet.

## Synopsis
Dans les années 1990, Ga Yu, un jeune journaliste de Pékin apprend que dans la région de Kekexili, un groupe de volontaires tibétains s'est constitué sous le nom de brigade du Yak sauvage pour protéger l'antilope du Tibet des braconniers. Il prend part à une patrouille de cette garde officieuse qui engage une véritable traque contre les chasseurs. Le gouvernement décide alors de fonder et entraîner des brigades de garde-chasses officiels.

## Fiche technique
- Titre : Kekexili, la patrouille sauvage
- Titre original : 可可西里, Kěkěxīlǐ
- Réalisation : Lu Chuan
- Scénario : Lu Chuan
- Production : Du Yang et Wang Zhonglei
- Budget : 10 millions de yuans
- Musique : Zai Lao
- Photographie : Cao Yu
- Montage : Teng Yun
- Décors : Lu Dong et Han Chunlin
- Pays d'origine : Chine, Hong Kong
- Langues : mandarin, tibétain
- Format : Couleurs - 2,35:1 - Dolby Digital - 35 mm
- Genre : Aventure, drame
- Durée : 90 minutes
- Dates de sortie :
  -  Chine : 1er octobre 2004
  -  France : 25 janvier 2006

## Distribution
- Duobuji : Ri Tai
- Lei Zhang : Ga Yu
- Liang Qi : Liu Dong
- Zhao Xueying : Leng Xue

## Récompenses
- Prix du meilleur film et de la meilleure photographie, ainsi que nominations aux prix du meilleur réalisateur, meilleur scénario et meilleur acteur (Duo Buji), lors du Golden Horse Film Festival 2004 (臺北金馬影展) de Taïwan.
- Prix Spécial du Jury et nomination au Grand Prix de Tokyo, lors du Festival international du film de Tokyo 2004.
- Prix Don Quichotte - Mention spéciale, lors du Festival de Berlin 2005.
- Nomination au Grand Prix du Jury, lors du Festival du film de Sundance 2005.